# Аувьеты
Аувьеты (Âu Việt, 甌越), также известны как тэйау (Tây Âu, 西甌, кит. Xī Ōu, сиоу, западные оу) и племенное объединение Намкыонг. (Nam Cương) — конгломерация горных племён, живших на территории, включающей север современного Вьетнама, запад Гуандуна и юг Гуанси с III в. н. э. Столица была расположена в современной провинции Каобанг Северного Вьетнама.
Аувьетами также называли и жителей царства Восточное Оу (кит. 东瓯国, вьетн. 東甌, дунь оу), потомков населения удельного княжества Юэ, бежавших в Фуцзянь после падения рода Юэ; другим местом их бегства было Сиоу (кит. трад. 西甌, пиньинь xī ōu, буквально: «западная чаша»). Западное Оу (вьет. «Тэйау») было населено племенами байюэ (кит. трад. 百越, пиньинь bǎiyuè, палл. байюэ, буквально: «сто юэ»). Они стригли волосы и чернили зубы Они считаются предками таеговорящих народов Вьетнама, в частности, тхо и нунгов, а также близкородственных им чжуанов из Гуанси.

### История
Аувьеты торговали с лаквьетами, жителями Ванланга, который располагался в низине, к югу от аувьетских поселений. Сегодня эта местность называется дельтой Красной реки (Хонгхи) (Đồng Bằng Sông Hồng, 垌平滝紅). В 258 году (по другим данным — в 257 году) Тхук Фан (Thục Phán, 蜀泮), вождь союза племён аувьетов, захватил Ванланг и победил последнего хунгвыонга. Тхук Фан назвал новую нацию аулакцами и провозгласил себя королём Ан Зыонг-выонгом.
Династия Цинь завоевала царство Чу и объединила земли под названием Наньюэ (вьет. Намвьет), что привело к потере королевского статуса аувьетов. Спустя некоторое время, Цинь Шихуанди послал пятисоттысячную армию на завоевание Западного Оу. Через три года партизанской войны властитель Западного Оу был убит. Перед основанием династии Хань Западное и Восточное Оу снова получили независимость. Восточное Оу было атаковано царством Миньюэ (кит. трад. 閩越, упр. 闽越, пиньинь mǐnyuè), и император У-ди позволил аувьетам бежать в долину между Янцзы и Хуайхэ. Западное Оу платило дань Намвьету, пока его не завоевали императорские войска. Потомки властителей Оу потеряли свой статус, но в их фамилиях остаются иероглифы оу (кит. 區, 歐).